# میئر زوریا
میئر زوریا (انگلیسی: Meir Zorea؛ ۱۴ مارس ۱۹۲۳ – ۲۴ ژوئن ۱۹۹۵) سیاست‌مدار و سرلشکر نیروهای دفاعی اسرائیل بود، که در فاصله سال‌های ۱۹۵۸ تا ۱۹۵۹ به‌عنوان جانشین رئیس ستاد کل نیروهای دفاعی اسرائیل فعالیت می‌کرد و با حفظ سمت رئیس اداره عملیات ستاد کل بود. وی از ۱۹۵۹ تا ۱۹۶۲ فرماندهی شمالی اسرائیل را برعهده داشت.

## زندگی‌نامه
زوریا در سال ۱۹۲۳ در کیشیناو، بسارابیا (که در آن زمان بخشی از پادشاهی رومانی بود و اکنون در مولداوی قرار دارد) زاده شد و در سال ۱۹۲۵ به همراه والدینش به فلسطین تحت قیمومیت نقل مکان کرد. او در مدرسه آریلی در حیفا تحصیل کرد. او در ۱۶ سالگی به هگانا پیوست و عضو جوخه‌های ویژه شب و نوتریم بود.
پس از اتمام تحصیلاتش در مدرسه عبری رئالی، در زمان شروع جنگ جهانی دوم در نوجوانی در ارتش بریتانیا ثبت نام کرد، اما در سال ۱۹۴۲ به بیستمین گروهان باف‌ها که از یهودیان فلسطین استخدام شده بودند، پیوست و پس از سپتامبر ۱۹۴۴ به تیپ یهودی، یک عنصر نظامی موقت رزمی ارتش بریتانیا متشکل از یهودیان فلسطین به رهبری افسران یهودی بریتانیایی، پیوست.
در اواخر زمستان ۱۹۴۵، تیپ یهودی در نبردی علیه ارتش آلمان در دره رودخانه سنیو (نزدیک بولونیا، ایتالیا) شرکت کرد. پس از دو ماه دشوار، این تیپ از این درگیری با شکست مواجه شد، اما پیروز شد. زوریا که در آن زمان ستوان دوم بود، به خاطر رهبری افرادش در میان آتش شدید و امکان دادن به دیده‌بانان برای شناسایی دقیق مواضع آلمانی‌ها، نشان صلیب نظامی بریتانیا را دریافت کرد. در نهایت، زوریا قبل از انحلال تیپ در سال ۱۹۴۶ به درجه سروانی رسید.
برخی از اعضای هاگانا در میان سربازان تیپ یهودی، از این تیپ به عنوان جبهه‌ای برای عملیات زیرزمینی هاگانا، از جمله قاچاق اسلحه به هاگانا در فلسطین تحت قیمومیت، هدایت بازماندگان هولوکاست یهودیان اروپایی در مهاجرت به فلسطین (به بریها مراجعه کنید) و اعدام مقامات و افسران نظامی نازی، استفاده می‌کردند. زوریا در تمام این فعالیت‌ها شرکت داشت.
ده‌ها نفر از اعضای سابق تیپ یهودی در انتظار جنگ قریب‌الوقوع اعراب و اسرائیل در سال ۱۹۴۸، برای رهبری نیروهای دفاعی اسرائیل فراخوانده شدند. در طول جنگ ۱۹۴۸، زوریا به عنوان فرمانده گردان خدمت کرد. بعدها، زوریا به عنوان رئیس بخش آموزش در ستاد کل حضور داشت. او همچنین به عنوان فرمانده مدرسه افسری ارتش اسرائیل خدمت کرد.
زوریا در سال ۱۹۵۳ از ارتش بازنشسته شد و بعداً در سال ۱۹۵۶ دوباره به خدمت اعزام شد. او به عنوان معاون فرمانده و بعداً فرمانده سپاه زرهی اسرائیل و مدیر عملیات منصوب شد. در آن زمان، زوریا به عنوان کاندیدای انتصاب نهایی به عنوان رئیس ستاد کل، بالاترین مقام در ارتش اسرائیل، در نظر گرفته می‌شد.
در سال ۱۹۵۹، پس از رسوایی شب اردک‌ها که اسرائیل را با بحران داخلی و خارجی مواجه کرد، زوریا از سمت خود به عنوان مدیر عملیات برکنار شد. او به عنوان فرمانده ستاد فرماندهی شمالی منصوب شد و جانشین اسحاق رابین شد که به نوبه خود جایگزین زوریا به عنوان مدیر جدید عملیات شد.
در سال ۱۹۶۲، زوریا با درجه سرلشکری از ارتش اسرائیل بازنشسته شد. او در دستگیری آدولف آیشمن توسط اسرائیل شرکت داشت، که محاکمه و بعداً اعدام شد. سپس، در طول جنگ شش روزه ۱۹۶۷، زوریا سپاه تانک خود را به شبه جزیره سینا هدایت کرد تا شرم الشیخ را از نیروهای مصری تصرف کند. در دهه ۱۹۸۰، زوریا در تحقیقات ماجرای کاو ۳۰۰ شرکت داشت، جایی که برخی از سربازان اسرائیلی مظنون به اعدام شتابزده دو رباینده اتوبوس عرب دستگیر شده بودند.